# Nicolás Guirin
Nicolás Guirin Chialvo (Nueva Palmira, 7 maggio 1995) è un calciatore uruguaiano, portiere del Rentistas.

## Carriera
Cresciuto nel settore giovanile del Plaza Colonia, ha esordito in prima squadra il 20 settembre 2014 disputando l'incontro di Segunda División Profesional perso 2-1 contro il Cerro Largo.